# The Love of Siam
Pour plus de détails, voir Fiche technique et Distribution.
The Love of Siam (thaï : รักแห่งสยาม, Rak Haeng Sayam) est un film thaïlandais réalisé par Chookiat Sakveerakul (Chukiat Sakveerakul), sorti en 2007,.

## Synopsis
Mew et Tong, âgés de dix ans, sont voisins. Tong souhaite se lier d'amitié avec Mew, son voisin extraverti, mais au départ, Mew agit froidement envers lui. À l'école, Mew, qui est efféminé, est taquiné par plusieurs autres élèves jusqu'à ce que Tong intervienne pour le défendre. Tong est blessé, mais Mew est reconnaissant pour son aide et ils deviennent finalement amis. Un jour, Mew joue sur le piano de son défunt grand-père et est rejoint par sa grand-mère, qui commence à jouer une vieille chanson chinoise. Elle explique qu'un jour, Mew comprendra le sens de la chanson. La famille de Tong part en vacances à Chiang Mai et sa sœur aînée, Tang, supplie sa mère de lui permettre d’y rester avec ses amis quelques jours de plus. Tong achète un cadeau à Mew, décidant de le donner à Mew pièce par pièce dans un jeu similaire à une chasse au trésor. Une par une, Mew trouve toutes les pièces, sauf la dernière qui est cachée dans un arbre, abattu au moment où Mew s'apprête à la récupérer. Tong est déçu, mais Mew reste reconnaissant pour les efforts et le cadeau de Tong.
Les parents de Tong n’arrivent pas à contacter Tang à Chiang Mai et s'y rendent pour la chercher. Tong, dévasté que sa sœur ait disparu, pleure et Mew essaie de le réconforter. Les parents de Tong ne réussissent pas à retrouver Tang, et la croyant morte, ils décident de déménager à Bangkok. 
Six ans plus tard, ressentant une immense culpabilité d’avoir perdu sa fille, est devenu alcoolique. Tong a une petite amie, jolie mais rigide, nommée Donut. Tong et Mew sont réunis au cours de leur dernière année de lycée à Siam Square. Le talentueux Mew est le chanteur principal d'un boy band appelé August. La rencontre réveille de vieux sentiments que Mew nourrit depuis son enfance. Le manager du groupe de Mew, Aod, dit qu'ils doivent écrire une chanson sur l'amour afin de vendre plus de disques. Il leur affecte une nouvelle assistante manager, appelée June, qui, par coïncidence, ressemble à la sœur disparue de Tong. Lorsque Tong la rencontre finalement, lui et sa mère, Sunee, élaborent un plan pour embaucher June, afin qu’elle prétende qu'elle est Tang, dans l'espoir que cela sortira Korn de sa dépression et son alcoolisme. Mew est également l'objet d'un béguin non partagé de la part d'une voisine, Ying, mais il s'intéresse davantage à son ami d'enfance Tong, qui est devenu sa muse pour l'écriture de sa nouvelle chanson d'amour.
Dans le cadre de la manigance avec "Tang", une fête dans la cour arrière est organisée en l'honneur de son retour, et le groupe de Mew est là pour se produire. En chantant leur nouvelle chanson d'amour pour la première fois en public, Mew et Tong échangent un long regard. Après la fête, les deux garçons s’embrassent. Sunee les surprend accidentellement. Le lendemain, elle ordonne fermement à Mew de rester loin de son fils. Mew a le cœur brisé et perd son inspiration musicale, il décide donc de quitter son groupe. 
L'alcoolisme de Korn lui fait développer une maladie au foie qui le fait interner. June remet en question l'efficacité de la supercherie "Tang", notant que Korn n'a pas réduit sa consommation d'alcool et elle s’en va. Après son départ, Korn se met à manger davantage et commence à prendre ses médicaments pour le foie.
Lors des fêtes de Noël, alors que Tong et sa mère décorent leur sapin de Noël, elle accepte sa sexualité en lui permettant de choisir une décoration masculine plutôt qu'une féminine. Tong se rend à Siam Square pour un rendez-vous avec Donut. Mew a rejoint le groupe à nouveau et ils jouent à proximité. Tong abandonne Donut et se précipite pour voir Mew chanter et y est amené par Ying, qui a accepté le fait que Mew aime Tong. Après le spectacle, Tong donne à Mew son cadeau de Noël, la pièce manquante de la poupée en bois que Tong lui a offerte quand ils étaient enfants. Tong dit alors à Mew : "Je ne peux pas être ton petit ami, mais ça ne veut pas dire que je ne t'aime pas." 

## Fiche technique
- Titre international : Love of Siam
- Titre original : รักแห่งสยาม (Rak Haeng Sayam)
- Réalisation : Chookiat Sakveerakul
- Scénario : Chookiat Sakveerakul
- Producteur : Prachya Pinkaew, Sukanya Vongsthapat
- Photographie : Chitti Urnorakankij
- Montage : Chookiat Sakveerakul et Lee Chatametikool[4]
- Musique : Kitti Kuremanee
- Genre : Drame et romance
- Durée : 186 minutes
- Pays :  Thaïlande
- Langue : Thaï
- Couleur : Couleur
- Date de sortie : 22 novembre 2007[5]

## Distribution
- De Gauche à Droite : Aticha (Chanidapa) Pongsilpipat, Witwisit Hiranyawongkul, Chermarn (Laila) Boonyasak, Sinjai Plengpanich et Mario MaurerJirayu La-ongmanee : Tong enfant
- Mario Maurer : Tong

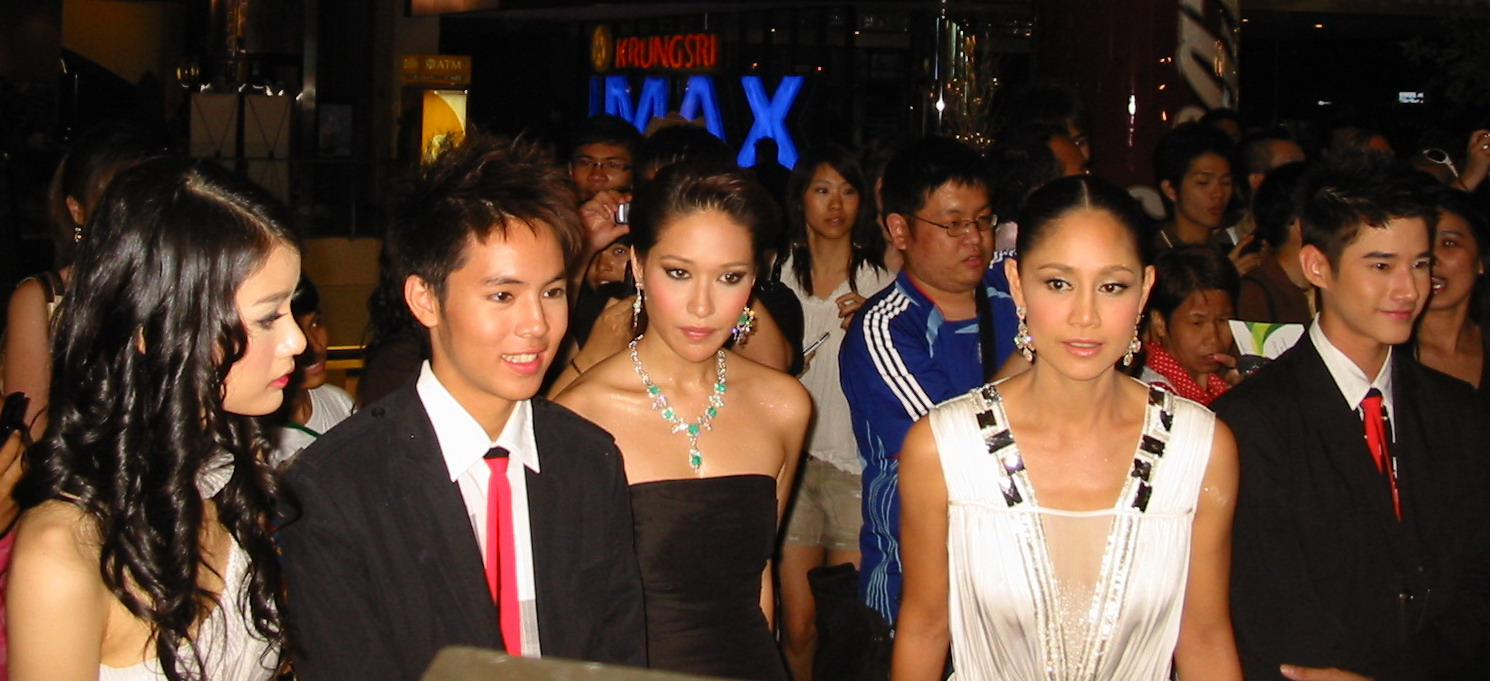
De Gauche à Droite : Aticha (Chanidapa) Pongsilpipat, Witwisit Hiranyawongkul, Chermarn (Laila) Boonyasak, Sinjai Plengpanich et Mario Maurer

- Sinjai Plengpanich : Sunee, mère de Tong
- Songsit Rungnopakunsri : Korn, père de Tong
- Pimpan Buranapim : la grand-mère
- Chermarn (ou Laila) Boonyasak : Tang/June
- Artit Niyomkul : Mew enfant
- Witwisit Hiranyawongkul : Mew
- Kanya Rattanapetch : Ying
- Chanidapa Pongsilpipat : Donut

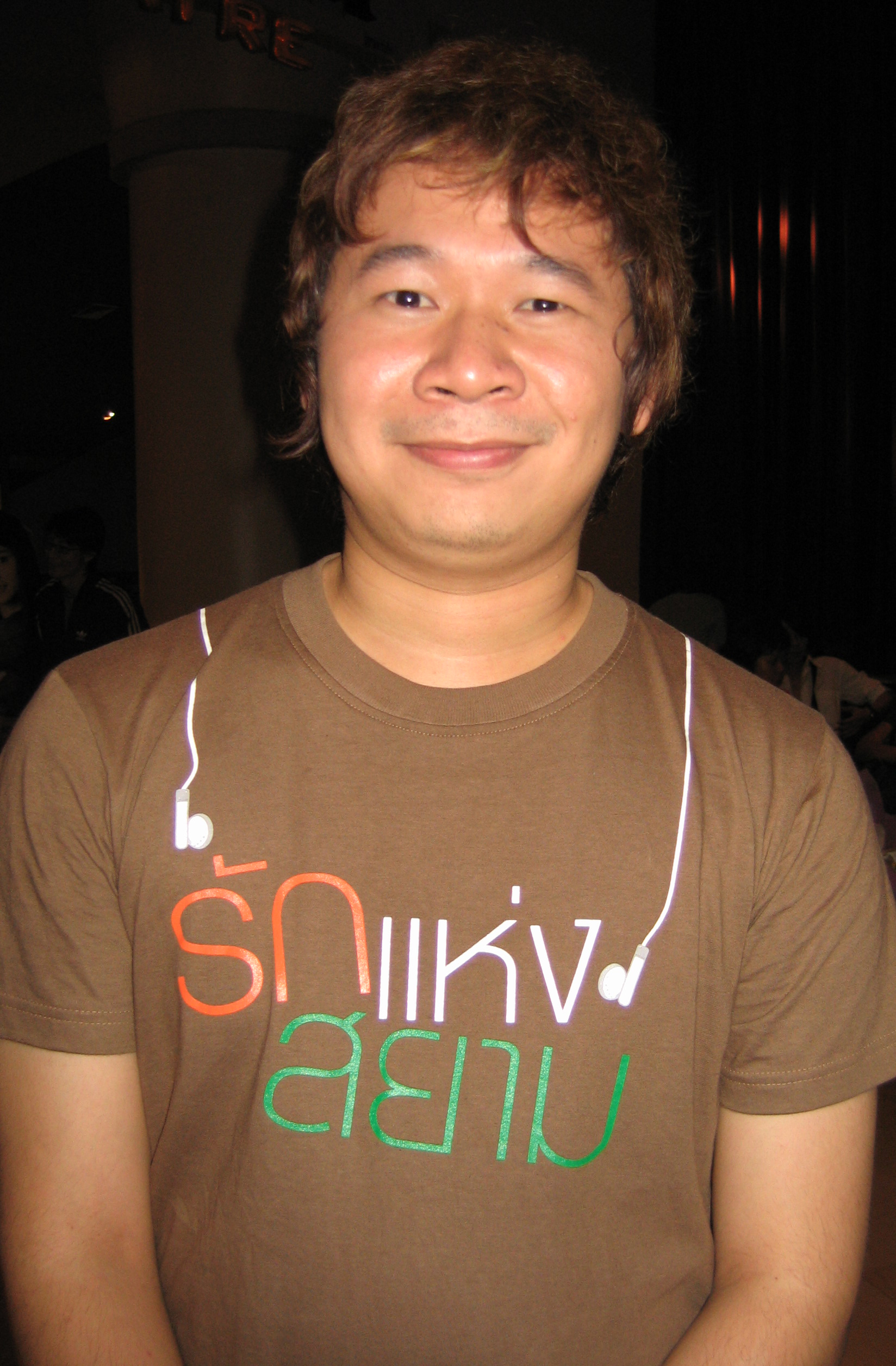
Réalisateur : Chukiat Sakveerakul
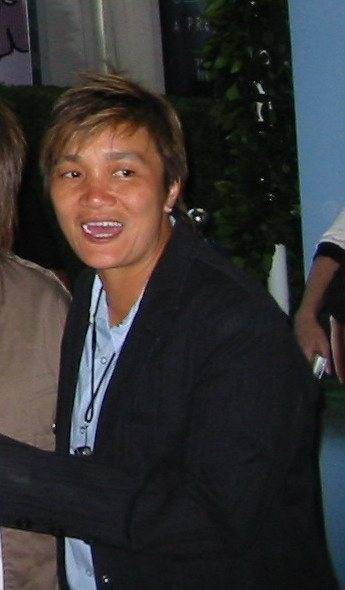
Producteur : Sukanya Vongstapat
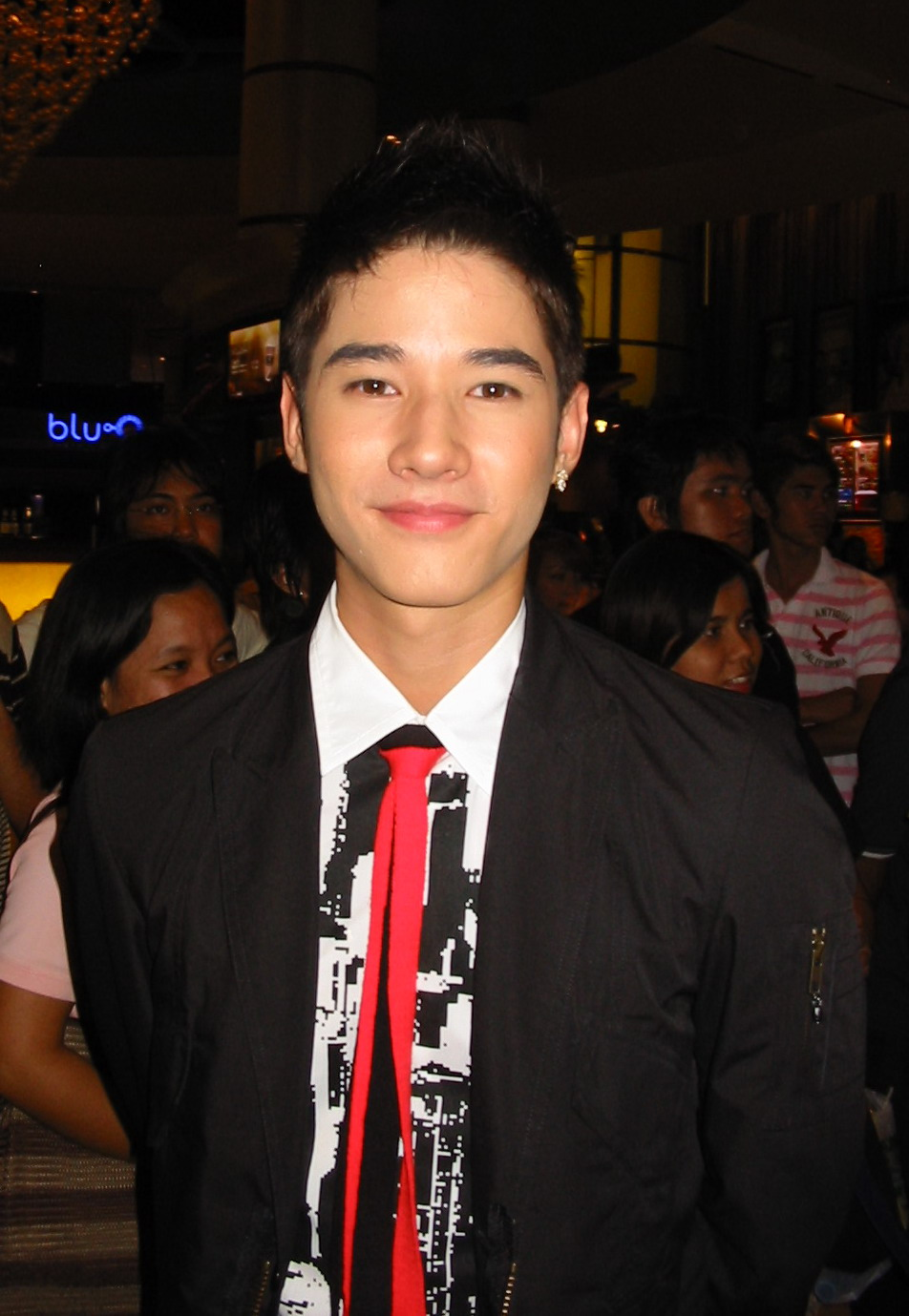
Tong : Mario Maurer
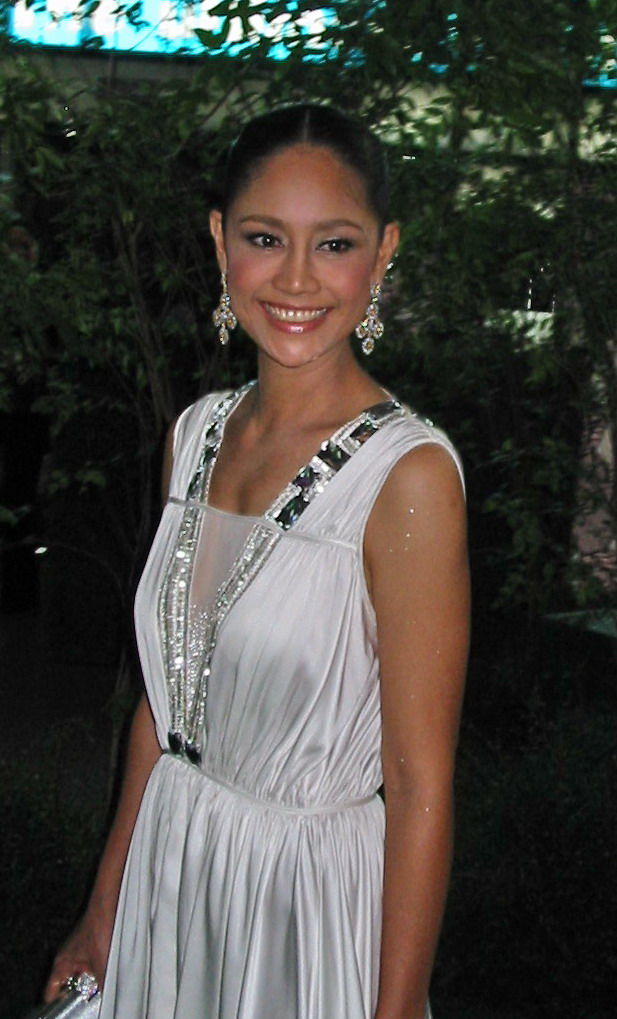
Sunee, mère de Tong : Sinjai Plengpanich
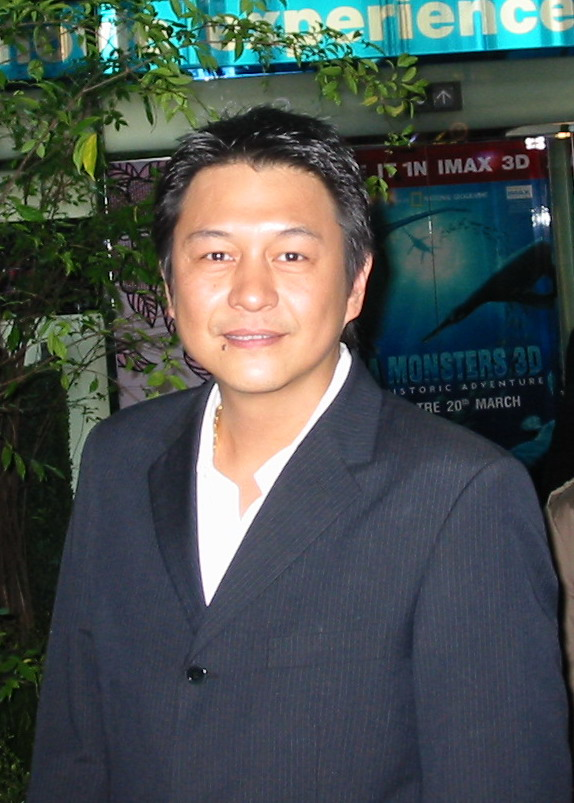
Korn, père de Tong : Songsit Roongnophakunsri
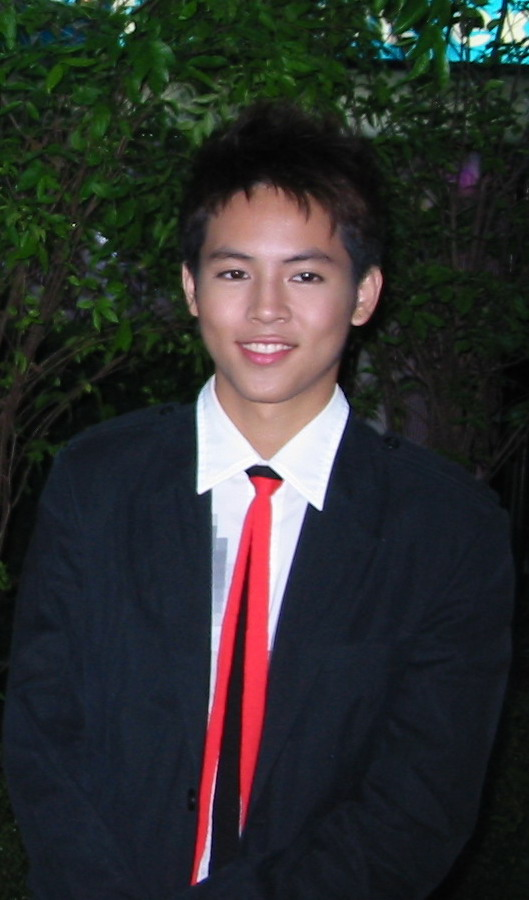
Mew : Witwisit Hiranyawongkul
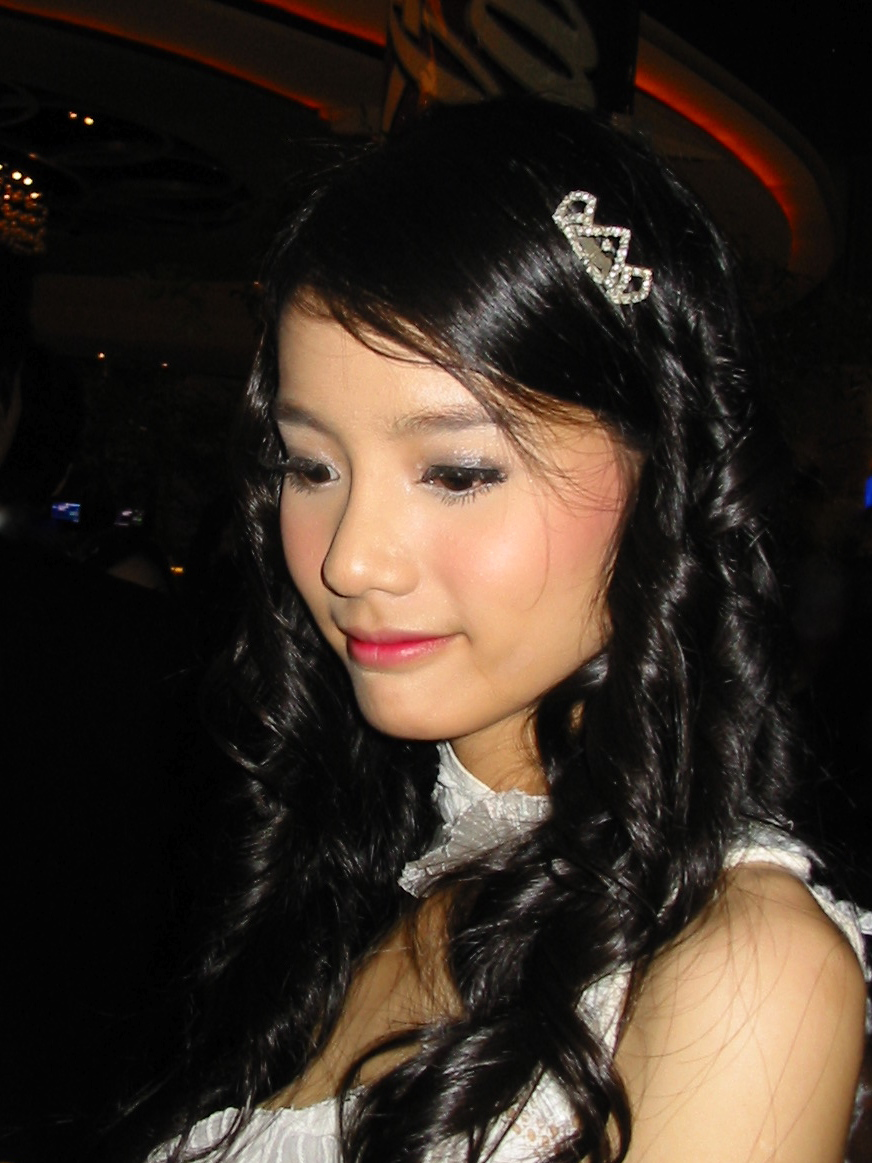
Donut : Chanidapa Pongsilpipat

## Accueil
Ce film, baigné d'une musique de belle facture, a connu un réel succès à sa sortie au cinéma en Thaïlande, notamment chez les adolescents. Il décrit la classe moyenne chrétienne de Bangkok, aisée mais peu épanouie ; et il a déchaîné passion et discussions en interrogeant sur les problèmes de la société et des tabous en vigueur dans la Thaïlande moderne.